# 2024–2025-ös UEFA Nemzetek Ligája (C liga)
A 2024–2025-ös UEFA Nemzetek Ligájának C ligája az UEFA Nemzetek Ligája 2024–2025-ös kiírásának harmadik divíziója.

## Lebonyolítás
A C ligában a 2024–2025-ös UEFA Nemzetek Ligája kiemelési rangsorának 33–48. helyezettjei vesznek részt, négy csoportra osztva. A csoportokban a csapatok összesen hat mérkőzést játszanak, oda-visszavágós körmérkőzéses rendszerben mérkőznek meg egymással. A mérkőzéseket 2025. szeptember 5. és november 19. között játsszák. A csoportok győztesei feljutnak és a következő kiírás B ligájába kerülnek. A második helyezettek osztályozót játszanak a B liga harmadik helyezettjeivel. A győztesek feljutnak és a következő kiírás B ligájába kerülnek, a vesztesek a következő kiírásban a C ligában szerepelhetnek. A harmadik helyezettek és a két elsőként rangsorolt negyedik helyezett a következő kiírásban a C ligában szerepelhetnek. A csoportok két utolsóként rangsorolt negyedik helyezettje osztályozót játszik a D liga második helyezettjeivel. A győztesek a következő kiírásban a C ligában szerepelhetnek, a vesztesek a következő kiírás D ligájába kerülnek.
Az osztályozók első mérkőzéseit 2025. március 20–22. között, a második mérkőzéseket 2025. március 23–25. között játsszák. Az osztályozók sorsolásán a magasabb liga harmadik, illetve negyedik helyezettjei a kiemeltek, amelyek csak az alacsonyabb liga valamelyik második helyezettjével játszhatnak. Az alacsonyabb liga második helyezettjei játsszák pályaválasztóként az első mérkőzést. Az osztályozókon a csapatok oda-visszavágós rendszerben mérkőznek meg egymással. Ha a második mérkőzés rendes játékideje után az összesített állás döntetlen, akkor 2×15 perc hosszabbítás következik. Ha az összesített állás ezután is döntetlen, akkor büntetőpárbaj dönt a győztesről.

## Csapatok

### Változások
A 2022–2023-as kiírás utáni változások:
| Kiesett a B ligából                   | Feljutott a D ligából     |
| ------------------------------------- | ------------------------- |
| - Románia - Svédország - Örményország | - Észtország - Lettország |

| Feljutott a B ligába                              | Kiesett a D ligába |
| ------------------------------------------------- | ------------------ |
| - Grúzia - Törökország - Görögország - Kazahsztán | Gibraltár          |

1. 1 2  A 2022–2023-as kiírásban a B ligából is kizárt Oroszországot a 2024–25-ös kiírásban kizárták. A módosítás miatt a B ligából csak három csapat esett ki a C ligába, valamint a C/D liga osztályozóból csak egy párosítás volt.[3][4]

### Kiemelés
A kiemelés a 2024–2025-ös UEFA Nemzetek Ligája kiemelési rangsorának megfelelően a 2022–2023-as UEFA Nemzetek Ligája összesített rangsora alapján történt. A kiemelést 2023. december 2-án tették közzé.
A sorsolásra a következő korlátozás érvényes:
- Azerbajdzsán és Örményország politikai okok miatt nem kerülhet azonos csoportba.

| Csapat       | Hely. |
| ------------ | ----- |
| Románia      | 33.   |
| Svédország   | 34.   |
| Örményország | 35.   |
| Luxemburg    | 36.   |

| Csapat       | Hely. |
| ------------ | ----- |
| Azerbajdzsán | 37.   |
| Koszovó      | 38.   |
| Bulgária     | 39.   |
| Feröer       | 40.   |

| Csapat          | Hely. |
| --------------- | ----- |
| Észak-Macedónia | 41.   |
| Szlovákia       | 42.   |
| Észak-Írország  | 43.   |
| Ciprus          | 44.   |

| Csapat           | Hely. |
| ---------------- | ----- |
| Fehéroroszország | 45.   |
| Litvánia         | 46.   |
| Észtország       | 47.   |
| Lettország       | 48.   |

1. ↑  A csapat ismeretlen volt a sorsolás időpontjában.

A csoportok sorsolását 2024. február 8-án tartották Párizsban, közép-európai idő szerint 18 órától.
A sorsolásra a következő korlátozás volt érvényes:
- Azerbajdzsán és Örményország politikai okok miatt nem kerülhetett azonos csoportba.

## Csoportok
A menetrendet az UEFA február 9-én tette közzé.
Az időpontok a szeptemberi és októberi mérkőzésekre közép-európai nyári idő (UTC+2) szerint, a novemberi mérkőzésekre közép-európai idő (UTC+1) szerint értendők. Az ettől eltérő időzónában játszott mérkőzéseknél zárójelben szerepel a helyi idő is.

### 1. csoport
| Hely. | Csapat       | M | Gy | D | V | G+ | G– | Gk  | P  | Feljutás, továbbjutás vagy kiesés |  | Svédország | Szlovákia | Észtország | Azerbajdzsán |
| ----- | ------------ | - | -- | - | - | -- | -- | --- | -- | --------------------------------- |  | ---------- | --------- | ---------- | ------------ |
| 1.    | Svédország   | 6 | 5  | 1 | 0 | 19 | 4  | +15 | 16 | Feljutott a B ligába              |  | —          | 2–1       | 3–0        | 6–0          |
| 2.    | Szlovákia    | 6 | 4  | 1 | 1 | 10 | 5  | +5  | 13 | A B/C liga osztályozójába jutott  |  | 2–2        | —         | 1–0        | 2–0          |
| 3.    | Észtország   | 6 | 1  | 1 | 4 | 3  | 9  | −6  | 4  |                                   |  | 0–3        | 0–1       | —          | 3–1          |
| 4.    | Azerbajdzsán | 6 | 0  | 1 | 5 | 3  | 17 | −14 | 1  | Kiesett a D ligába                |  | 1–3        | 1–3       | 0–0        | —            |

| 2024. szeptember 5. 18:00 (20:00 UTC+4) |

| Azerbajdzsán | 1–3               | Svédország                           |
| ------------ | ----------------- | ------------------------------------ |
| Dadashov 82' | (0–0) Jegyzőkönyv | Isak 65' 71' Gyökeres 80' (11-esből) |

| Tofik Bahramov Stadion, Baku Nézőszám: 9450 Játékvezető: Berke Balázs (magyar) |

| 2024. szeptember 5. 20:45 (21:45 UTC+3) |

| Észtország | 0–1               | Szlovákia  |
| ---------- | ----------------- | ---------- |
|            | (0–0) Jegyzőkönyv | Suslov 70' |

| Lilleküla Stadion, Tallinn Nézőszám: 6128 Játékvezető: Matej Jug (szlovén) |

| 2024. szeptember 8. 18:00 |

| Szlovákia                       | 2–0               | Azerbajdzsán |
| ------------------------------- | ----------------- | ------------ |
| Duda 22' (11-esből) Strelec 26' | (2–0) Jegyzőkönyv |              |

| Košická futbalová aréna, Kassa Nézőszám: 11 435 Játékvezető: Damian Sylwestrzak (lengyel) |

| 2024. szeptember 8. 20:45 |

| Svédország                | 3–0               | Észtország |
| ------------------------- | ----------------- | ---------- |
| Gyökeres 30' 44' Isak 40' | (3–0) Jegyzőkönyv |            |

| Strawberry Arena, Solna Nézőszám: 14 858 Játékvezető: Sven Jablonski (német) |

| 2024. október 11. 20:45 (21:45 UTC+3) |

| Észtország                              | 3–1               | Azerbajdzsán              |
| --------------------------------------- | ----------------- | ------------------------- |
| Yakovlev 32' Sinyavskiy 45+2' Shein 71' | (2–1) Jegyzőkönyv | Bayramov 45+1' (11-esből) |

| Lilleküla Stadion, Tallinn Nézőszám: 6034 Játékvezető: Rob Harvey (ír) |

| 2024. október 11. 20:45 |

| Szlovákia       | 2–2               | Svédország         |
| --------------- | ----------------- | ------------------ |
| Strelec 44' 72' | (1–2) Jegyzőkönyv | Ayari 25' Sema 32' |

| Tehelné pole, Pozsony Nézőszám: 15 381 Játékvezető: Maurizio Mariani (olasz) |

| 2024. október 14. 18:00 (20:00 UTC+4) |

| Azerbajdzsán | 1–3               | Szlovákia                                   |
| ------------ | ----------------- | ------------------------------------------- |
| Bayramov 38' | (1–1) Jegyzőkönyv | Mammadov 15' (öngól) Haraslín 75' Ďuriš 86' |

| Tofik Bahramov Stadion, Baku Nézőszám: 4269 Játékvezető: Rohit Saggi (norvég) |

| 2024. október 14. 20:45 (21:45 UTC+3) |

| Észtország | 0–3               | Svédország        |
| ---------- | ----------------- | ----------------- |
|            | (0–2) Jegyzőkönyv | [Sebastian Nanasi |

| Lilleküla Stadion, Tallinn Nézőszám: 4706 Játékvezető: Juxhin Xhaja (albán) |

| 2024. november 16. 15:00 (18:00 UTC+4) |

| Azerbajdzsán | 0–0         | Észtország |
| ------------ | ----------- | ---------- |
|              | Jegyzőkönyv |            |

| Gabala City Stadium, Qabala Nézőszám: 1600 Játékvezető: John Beaton (skót) |

| 2024. november 16. 20:45 |

| Svédország           | 2–1               | Szlovákia  |
| -------------------- | ----------------- | ---------- |
| Gyökeres 3' Isak 48' | (1–1) Jegyzőkönyv | Hancko 19' |

| Strawberry Arena, Solna Nézőszám: 36 417 Játékvezető: Mykola Balakin (ukrán) |

| 2024. november 19. 20:45 |

| Szlovákia   | 1–0               | Észtország |
| ----------- | ----------------- | ---------- |
| Strelec 72' | (0–0) Jegyzőkönyv |            |

| Anton Malatinský Stadium, Nagyszombat Nézőszám: 4317 Játékvezető: Mikkel Redder (dán) |

| 2024. november 19. 20:45 |

| Svédország                                  | 6–0               | Azerbajdzsán |
| ------------------------------------------- | ----------------- | ------------ |
| Kulusevski 10' 57' Gyökeres 26' 37' 58' 70' | (3–0) Jegyzőkönyv |              |

| Strawberry Arena, Solna Nézőszám: 10 127 Játékvezető: Paweł Raczkowski (lengyel) |

### 2. csoport
| Hely. | Csapat   | M | Gy | D | V | G+ | G– | Gk  | P  | Feljutás, továbbjutás vagy kiesés |  | Románia | Koszovó | Ciprusi Köztársaság | Litvánia |
| ----- | -------- | - | -- | - | - | -- | -- | --- | -- | --------------------------------- |  | ------- | ------- | ------------------- | -------- |
| 1.    | Románia  | 6 | 6  | 0 | 0 | 18 | 3  | +15 | 18 | Feljutott a B ligába              |  | —       | 3–0     | 4–1                 | 3–1      |
| 2.    | Koszovó  | 6 | 4  | 0 | 2 | 10 | 7  | +3  | 12 | A B/C liga osztályozójába jutott  |  | 0–3     | —       | 3–0                 | 1–0      |
| 3.    | Ciprus   | 6 | 2  | 0 | 4 | 4  | 15 | −11 | 6  |                                   |  | 0–3     | 0–4     | —                   | 2–1      |
| 4.    | Litvánia | 6 | 0  | 0 | 6 | 4  | 11 | −7  | 0  | Kiesett a D ligába                |  | 1–2     | 1–2     | 0–1                 | —        |

| 2024. szeptember 6. 20:45 |

| Koszovó | 0–1               | Románia    |
| ------- | ----------------- | ---------- |
|         | (0–1) Jegyzőkönyv | Pittas 34' |

| Sūduva Stadion, Marijampolė Nézőszám: 4905 Játékvezető: Igor Pajac (horvát) |

| 2024. szeptember 6. 20:45 (21:45 UTC+3) |

| Litvánia | 0–3               | Ciprus                                  |
| -------- | ----------------- | --------------------------------------- |
|          | (0–1) Jegyzőkönyv | Man 40' Marin 51' (11-esből) Drăguș 82' |

| Fadil Vokrri Stadion, Pristina Nézőszám: 12 872 Játékvezető: Aliyar Aghayev (azeri) |

| 2024. szeptember 9. 20:45 (21:45 UTC+3) |

| Ciprus | 0–4               | Koszovó                                               |
| ------ | ----------------- | ----------------------------------------------------- |
|        | (0–2) Jegyzőkönyv | Muriqi 9' (11-esből) 21' Al. Rrahmani 48' Dellova 55' |

| AEK Arena – Georgios Karapatakis, Lárnaka Nézőszám: 2041 Játékvezető: Sebastian Gishamer (osztrák) |

| 2024. szeptember 9. 20:45 (21:45 UTC+3) |

| Románia                                       | 3–1               | Litvánia  |
| --------------------------------------------- | ----------------- | --------- |
| Mihăilă 4' Marin 87' (11-esből) Mitriță 90+2' | (1–1) Jegyzőkönyv | Kučys 34' |

| Stadionul Steaua, Bukarest Nézőszám: 8168 Játékvezető: Rade Obrenović (szlovén) |

| 2024. október 12. 15:00 (16:00 UTC+3) |

| Litvánia       | 1–2               | Koszovó                      |
| -------------- | ----------------- | ---------------------------- |
| Golubickas 84' | (0–1) Jegyzőkönyv | Zhegrova 20' E. Krasniqi 65' |

| Darius és Girėnas Stadion, Kaunas Nézőszám: 7554 Játékvezető: Ondřej Berka (cseh) |

| 2024. október 12. 20:45 (21:45 UTC+3) |

| Ciprus | 0–3               | Románia                                      |
| ------ | ----------------- | -------------------------------------------- |
|        | (0–3) Jegyzőkönyv | Man 16' R. Marin 25' (11-esből) Drăgușin 36' |

| AEK Arena – Georgios Karapatakis, Lárnaka Nézőszám: 6092 Játékvezető: Sascha Stegemann (német) |

| 2024. október 15. 20:45 |

| Koszovó                                     | 3–0               | Ciprus |
| ------------------------------------------- | ----------------- | ------ |
| Am. Rrahmani 30' E. Krasniqi 52' Sahiti 70' | (1–0) Jegyzőkönyv |        |

| Fadil Vokrri Stadion, Pristina Nézőszám: 12 863 Játékvezető: Matej Jug (szlovén) |

| 2024. október 15. 20:45 (21:45 UTC+3) |

| Litvánia            | 1–2               | Románia                            |
| ------------------- | ----------------- | ---------------------------------- |
| Kučys 7' (11-esből) | (1–1) Jegyzőkönyv | R. Marin 18' (11-esből) Drăguș 65' |

| Darius és Girėnas Stadion, Kaunas Nézőszám: 2585 Játékvezető: Nick Walsh (skót) |

| 2024. november 15. 20:45 (21:45 UTC+2) |

| Ciprus                   | 2–1               | Litvánia     |
| ------------------------ | ----------------- | ------------ |
| Kastanos 18' Tzionis 63' | (1–0) Jegyzőkönyv | Gineitis 47' |

| AEK Arena – Georgios Karapatakis, Lárnaka Nézőszám: 1733 Játékvezető: Nenad Minaković (szerb) |

| 2024. november 15. 20:45 (21:45 UTC+2) |

| Románia | –           | Koszovó |
| ------- | ----------- | ------- |
|         | Jegyzőkönyv |         |

|  |

| 2024. november 18. 20:45 |

| Koszovó    | 1–0               | Litvánia |
| ---------- | ----------------- | -------- |
| Jashari 5' | (1–0) Jegyzőkönyv |          |

| Fadil Vokrri Stadion, Pristina Nézőszám: 12 856 Játékvezető: Kristoffer Hagenes (norvég) |

| 2024. november 18. 20:45 (21:45 UTC+2) |

| Románia                                | 4–1               | Ciprus     |
| -------------------------------------- | ----------------- | ---------- |
| Bîrligea 2' R. Marin 41' 80' Coman 83' | (2–0) Jegyzőkönyv | Pittas 52' |

| Arena Națională, Bukarest Nézőszám: 45 318 Játékvezető: Luca Pairetto (olasz) |

### 3. csoport
| Hely. | Csapat           | M | Gy | D | V | G+ | G– | Gk | P  | Feljutás, továbbjutás vagy kiesés |  | Észak-Írország | Bulgária | Fehéroroszország | Luxemburg |
| ----- | ---------------- | - | -- | - | - | -- | -- | -- | -- | --------------------------------- |  | -------------- | -------- | ---------------- | --------- |
| 1.    | Észak-Írország   | 6 | 3  | 2 | 1 | 11 | 3  | +8 | 11 | Feljutott a B ligába              |  | —              | 5–0      | 2–0              | 2–0       |
| 2.    | Bulgária         | 6 | 2  | 3 | 1 | 3  | 6  | −3 | 9  | A B/C liga osztályozójába jutott  |  | 1–0            | —        | 1–1              | 0–0       |
| 3.    | Fehéroroszország | 6 | 1  | 4 | 1 | 3  | 4  | −1 | 7  |                                   |  | 0–0            | 0–0      | —                | 1–1       |
| 4.    | Luxemburg        | 6 | 0  | 3 | 3 | 3  | 7  | −4 | 3  | A C/D liga osztályozójába jutott  |  | 2–2            | 0–1      | 0–1              | —         |

| 2024. szeptember 5. 20:45 |

| Fehéroroszország | 0–0         | Bulgária |
| ---------------- | ----------- | -------- |
|                  | Jegyzőkönyv |          |

| ZTE Aréna, Zalaegerszeg (Magyarország) Nézőszám: 0 Játékvezető: Ovidiu Hațegan (román) |

| 2024. szeptember 5. 20:45 (19:45 UTC+1) |

| Észak-Írország         | 2–0               | Luxemburg |
| ---------------------- | ----------------- | --------- |
| McNair 11' Ballard 16' | (2–0) Jegyzőkönyv |           |

| Windsor Park, Belfast Nézőszám: 17 213 Játékvezető: Marian Barbu (román) |

| 2024. szeptember 8. 15:00 |

| Luxemburg | 0–1               | Fehéroroszország |
| --------- | ----------------- | ---------------- |
|           | (0–0) Jegyzőkönyv | Gromyko 76'      |

| Stade de Luxembourg, Luxembourg Nézőszám: 6820 Játékvezető: Lawrence Visser (belga) |

| 2024. szeptember 8. 18:00 (19:00 UTC+3) |

| Bulgária     | 1–0               | Észak-Írország |
| ------------ | ----------------- | -------------- |
| Despodov 40' | (1–0) Jegyzőkönyv |                |

| Hristo Botev Stadion, Plovdiv Nézőszám: 14 300 Játékvezető: Tasos Sidiropoulos (görög) |

| 2024. október 12. 18:00 (19:00 UTC+3) |

| Bulgária | 0–0         | Luxemburg |
| -------- | ----------- | --------- |
|          | Jegyzőkönyv |           |

| Hristo Botev Stadion, Plovdiv Nézőszám: 15 800 Játékvezető: David Šmajc (szlovén) |

| 2024. október 12. 20:45 |

| Fehéroroszország | 0–0         | Észak-Írország |
| ---------------- | ----------- | -------------- |
|                  | Jegyzőkönyv |                |

| ZTE Aréna, Zalaegerszeg (Magyarország) Nézőszám: 0 Játékvezető: Henrik Nalbandyan (örmény) |

| 2024. október 15. 20:45 |

| Fehéroroszország | 1–1               | Luxemburg                |
| ---------------- | ----------------- | ------------------------ |
| Politevich 54'   | (0–0) Jegyzőkönyv | Rodrigues 78' (11-esből) |

| ZTE Aréna, Zalaegerszeg (Magyarország) Nézőszám: 0 Játékvezető: Atilla Karaoğlan (török) |

| 2024. október 15. 20:45 (19:45 UTC+1) |

| Észak-Írország                                   | 5–0               | Bulgária |
| ------------------------------------------------ | ----------------- | -------- |
| Price 15' 29' 81' Mitov 32' (öngól) Magennis 89' | (3–0) Jegyzőkönyv |          |

| Windsor Park, Belfast Nézőszám: 17 891 Játékvezető: Jérôme Brisard (francia) |

| 2024. november 15. 20:45 |

| Luxemburg | 0–1               | Bulgária  |
| --------- | ----------------- | --------- |
|           | (0–1) Jegyzőkönyv | Kraev 23' |

| Stade de Luxembourg, Luxembourg Nézőszám: 8307 Játékvezető: Juri Frischer (észt) |

| 2024. november 15. 20:45 (19:45 UTC+0) |

| Észak-Írország                        | 2–0               | Fehéroroszország |
| ------------------------------------- | ----------------- | ---------------- |
| Ballard 50' D. Charles 63' (11-esből) | (0–0) Jegyzőkönyv |                  |

| Windsor Park, Belfast Nézőszám: 18 044 Játékvezető: Luis Godinho (portugál) |

| 2024. november 18. 20:45 (21:45 UTC+2) |

| Bulgária      | 1–1               | Fehéroroszország |
| ------------- | ----------------- | ---------------- |
| Panayotov 12' | (1–0) Jegyzőkönyv | Kavalyow 70'     |

| Vaszil Levszki Nemzeti Stadion, Szófia Nézőszám: 2200 Játékvezető: Allard Lindhout (holland) |

| 2024. november 18. 20:45 |

| Luxemburg               | 2–2               | Észak-Írország        |
| ----------------------- | ----------------- | --------------------- |
| Korać 72' Rodrigues 75' | (0–1) Jegyzőkönyv | Price 19' Bradley 50' |

| Stade de Luxembourg, Luxembourg Nézőszám: 6870 Játékvezető: Elchin Masiyev (azeri) |

### 4. csoport
| Hely. | Csapat          | M | Gy | D | V | G+ | G– | Gk | P  | Feljutás, továbbjutás vagy kiesés |  | Észak-Macedónia | Örményország | Feröer | Lettország |
| ----- | --------------- | - | -- | - | - | -- | -- | -- | -- | --------------------------------- |  | --------------- | ------------ | ------ | ---------- |
| 1.    | Észak-Macedónia | 6 | 5  | 1 | 0 | 10 | 1  | +9 | 16 | Feljutott a B ligába              |  | —               | 2–0          | 1–0    | 1–0        |
| 2.    | Örményország    | 6 | 2  | 1 | 3 | 8  | 9  | −1 | 7  | A B/C liga osztályozójába jutott  |  | 0–2             | —            | 0–1    | 4–1        |
| 3.    | Feröer          | 6 | 1  | 3 | 2 | 5  | 6  | −1 | 6  |                                   |  | 1–1             | 2–2          | —      | 1–1        |
| 4.    | Lettország      | 6 | 1  | 1 | 4 | 4  | 11 | −7 | 4  | A C/D liga osztályozójába jutott  |  | 0–3             | 1–2          | 1–0    | —          |

| 2024. szeptember 7. 15:00 (14:00 UTC+1) |

| Feröer                 | 1–1               | Észak-Macedónia       |
| ---------------------- | ----------------- | --------------------- |
| Davidsen 9' (11-esből) | (1–0) Jegyzőkönyv | Bardhi 49' (11-esből) |

| Tórsvøllur Stadion, Tórshavn Játékvezető: Manfredas Lukjančukas (litván) |

| 2024. szeptember 7. 18:00 (20:00 UTC+4) |

| Örményország                                                  | 4–1               | Lettország            |
| ------------------------------------------------------------- | ----------------- | --------------------- |
| Bichakhchyan 6' Dubra 35' (öngól) Zelarayán 48' Spertsyan 86' | (2–1) Jegyzőkönyv | Arutyunyan 9' (öngól) |

| Vazgen Sargsyan Republican Stadium, Jereván Játékvezető: Nenad Minaković (szerb) |

| 2024. szeptember 10. 20:45 (21:45 UTC+3) |

| Lettország     | 1–0               | Feröer |
| -------------- | ----------------- | ------ |
| Varslavāns 64' | (0–0) Jegyzőkönyv |        |

| Skonto Stadion, Riga Játékvezető: Duje Strukan (horvát) |

| 2024. szeptember 10. 20:45 |

| Észak-Macedónia        | 2–0               | Örményország |
| ---------------------- | ----------------- | ------------ |
| Bardhi 70' Miovski 78' | (0–0) Jegyzőkönyv |              |

| Toše Proeski Arena, Szkopje Játékvezető: Harm Osmers (német) |

| 2024. október 10. 18:00 (19:00 UTC+3) |

| Lettország | 0–3               | Észak-Macedónia                     |
| ---------- | ----------------- | ----------------------------------- |
|            | (0–1) Jegyzőkönyv | Atanasov 35' Qamili 70' Elmas 90+3' |

| Skonto Stadion, Riga Nézőszám: 5001 Játékvezető: Jakob Sundberg (dán) |

| 2024. október 10. 20:45 (19:45 UTC+1) |

| Feröer                        | 2–2               | Örményország                  |
| ----------------------------- | ----------------- | ----------------------------- |
| Benjaminsen 37' Bjartalíð 85' | (1–1) Jegyzőkönyv | Zelarayán 44' Manvelyan 90+3' |

| Tórsvøllur Stadion, Tórshavn Nézőszám: 1852 Játékvezető: Oleksii Derevinskyi (ukrán) |

| 2024. október 13. 18:00 (20:00 UTC+4) |

| Örményország | 0–2               | Észak-Macedónia       |
| ------------ | ----------------- | --------------------- |
|              | (0–0) Jegyzőkönyv | Miovski 72' Alimi 85' |

| Vazgen Sargsyan Republican Stadium, Jereván Nézőszám: 14 371 Játékvezető: Stuart Attwell (angol) |

| 2024. október 13. 20:45 (19:45 UTC+1) |

| Feröer       | 1–1               | Lettország |
| ------------ | ----------------- | ---------- |
| Sørensen 40' | (1–0) Jegyzőkönyv | Šits 69'   |

| Tórsvøllur Stadion, Tórshavn Nézőszám: 2017 Játékvezető: Philip Farrugia (máltai) |

| 2024. november 14. 18:00 (21:00 UTC+4) |

| Örményország | 0–1               | Feröer                  |
| ------------ | ----------------- | ----------------------- |
|              | (0–1) Jegyzőkönyv | Davidsen 33' (11-esből) |

| Vazgen Sargsyan Republican Stadium, Jereván Nézőszám: 6043 Játékvezető: Tasos Sidiropoulos (görög) |

| 2024. november 14. 20:45 |

| Észak-Macedónia | 1–0               | Lettország |
| --------------- | ----------------- | ---------- |
| Serafimov 57'   | (0–0) Jegyzőkönyv |            |

| Toše Proeski Arena, Szkopje Nézőszám: 8851 Játékvezető: Goga Kikacheishvili (grúz) |

| 2024. november 17. 15:00 (16:00 UTC+2) |

| Lettország   | 1–2               | Örményország               |
| ------------ | ----------------- | -------------------------- |
| Uldriķis 70' | (0–0) Jegyzőkönyv | Spertsyan 48' Miranyan 74' |

| Skonto Stadion, Riga Nézőszám: 5543 Játékvezető: Georgi Kabakov (bolgár) |

| 2024. november 17. 15:00 |

| Észak-Macedónia | 1–0               | Feröer |
| --------------- | ----------------- | ------ |
| Miovski 62'     | (0–0) Jegyzőkönyv |        |

| Toše Proeski Arena, Szkopje Nézőszám: 7450 Játékvezető: Daniel Schlager (német) |

### A negyedik helyezettek sorrendje
| Hely. | Cs | Csapat       | M | Gy | D | V | G+ | G– | Gk  | P | Kiesés                           |
| ----- | -- | ------------ | - | -- | - | - | -- | -- | --- | - | -------------------------------- |
| 1.    | C4 | Lettország   | 6 | 1  | 1 | 4 | 4  | 11 | −7  | 4 | A C/D liga osztályozójába jutott |
| 2.    | C3 | Luxemburg    | 6 | 0  | 3 | 3 | 3  | 7  | −4  | 3 | A C/D liga osztályozójába jutott |
| 3.    | C1 | Azerbajdzsán | 6 | 0  | 1 | 5 | 3  | 17 | −14 | 1 | Kiesett a D ligába               |
| 4.    | C2 | Litvánia     | 6 | 0  | 0 | 6 | 4  | 11 | −7  | 0 | Kiesett a D ligába               |

## Osztályozók

### A B/C liga osztályozó kiemelése
| Csoport    | B liga harmadik helyezett (kiemeltek) | Csoport    | C liga második helyezett (nem kiemeltek) |
| ---------- | ------------------------------------- | ---------- | ---------------------------------------- |
| 1. csoport |                                       | 1. csoport |                                          |
| 2. csoport |                                       | 2. csoport |                                          |
| 3. csoport |                                       | 3. csoport |                                          |
| 4. csoport |                                       | 4. csoport |                                          |

### A B/C liga osztályozó összegzése
| 1. csapat    | Össz.Tooltip Aggregate score | 2. csapat | 1. mérk. | 2. mérk.   |
| ------------ | ---------------------------- | --------- | -------- | ---------- |
| Koszovó      | 5–2                          | Izland    | 2–1      | 3–1        |
| Bulgária     | 2–4                          | Írország  | 1–2      | 1–2        |
| Örményország | 1–9                          | Grúzia    | 0–3      | 1–6        |
| Szlovákia    | 0–1                          | Szlovénia | 0–0      | 0–1 (h.u.) |

### A B/C liga osztályozó mérkőzései
| 2025. március 20. 20:45 |

| Koszovó                   | 2–1               | Izland        |
| ------------------------- | ----------------- | ------------- |
| Dellova 19' Rexhbeçaj 58' | (1–1) Jegyzőkönyv | Óskarsson 22' |

| Fadil Vokrri Stadium, Pristina Nézőszám: 12 857 Játékvezető: Serdar Gözübüyük (holland) |

| 2025. március 23. 18:00 (17:00 UTC+0) |

| Izland | –           | Koszovó |
| ------ | ----------- | ------- |
|        | Jegyzőkönyv |         |

| Nueva Condomina, Murcia (Spanyolország) |

| 2025. március 20. 20:45 (21:45 UTC+2) |

| Bulgária     | 1–2               | Írország             |
| ------------ | ----------------- | -------------------- |
| M. Petkov 6' | (1–2) Jegyzőkönyv | Azaz 21' Doherty 42' |

| Hristo Botev Stadion, Plovdiv Nézőszám: 7 835 Játékvezető: Benoît Bastien (francia) |

| 2025. március 23. 20:45 (19:45 UTC+0) |

| Írország | –           | Bulgária |
| -------- | ----------- | -------- |
|          | Jegyzőkönyv |          |

| Aviva Stadion, Dublin |

| 2025. március 20. 18:00 (21:00 UTC+4) |

| Örményország | 0–3               | Grúzia                               |
| ------------ | ----------------- | ------------------------------------ |
|              | (0–2) Jegyzőkönyv | Kochorashvili 32' Mikautadze 37' 59' |

| Vazgen Sargsyan Republican Stadium, Jereván Nézőszám: 14 414 Játékvezető: Radu Petrescu (román) |

| 2025. március 23. 15:00 (18:00 UTC+4) |

| Grúzia | –           | Örményország |
| ------ | ----------- | ------------ |
|        | Jegyzőkönyv |              |

| Borisz Paicsadze Stadion, Tbiliszi |

| 2025. március 20. 20:45 |

| Szlovákia | 0–0         | Szlovénia |
| --------- | ----------- | --------- |
|           | Jegyzőkönyv |           |

| Tehelné pole, Pozsony Nézőszám: 12 545 Játékvezető: Maurizio Mariani (olasz) |

| 2025. március 23. 18:00 |

| Szlovénia | –           | Szlovákia |
| --------- | ----------- | --------- |
|           | Jegyzőkönyv |           |

| Stožice Stadion, Ljubljana |

### A C/D liga osztályozó kiemelése
| Csoport | C liga negyedik helyezett (kiemeltek) | Csoport    | D liga második helyezett (nem kiemeltek) |
| ------- | ------------------------------------- | ---------- | ---------------------------------------- |
|         |                                       | 1. csoport |                                          |
|         |                                       | 2. csoport |                                          |

### A C/D liga osztályozó összegzése
| 1. csapat | Össz.Tooltip Aggregate score | 2. csapat  | 1. mérk.        | 2. mérk.        |
| --------- | ---------------------------- | ---------- | --------------- | --------------- |
| Gibraltár | –                            | Lettország | 2026. márc. 26. | 2026. márc. 26. |
| Málta     | –                            | Finnország | 2026. márc. 26. | 2026. márc. 31. |

### A C/D liga osztályozó mérkőzései
| 2026. március 26. |

| Gibraltár | – | Lettország |
| --------- | - | ---------- |
|           |   |            |

|  |

| 2026. március 31. |

| Lettország | – | Gibraltár |
| ---------- | - | --------- |
|            |   |           |

|  |

| 2026. március 26. |

| Málta | – | Luxemburg |
| ----- | - | --------- |
|       |   |           |

|  |

| 2026. március 31. |

| Luxemburg | – | Málta |
| --------- | - | ----- |
|           |   |       |

|  |

## Rangsorolás
Időközi rangsorolás
| Hely. | Cs | Csapat           | M | Gy | D | V | G+ | G– | Gk  | P  |
| ----- | -- | ---------------- | - | -- | - | - | -- | -- | --- | -- |
| 33.   | C2 | Románia          | 6 | 6  | 0 | 0 | 18 | 3  | +15 | 18 |
| 34.   | C1 | Svédország       | 6 | 5  | 1 | 0 | 19 | 4  | +15 | 16 |
| 35.   | C4 | Észak-Macedónia  | 6 | 5  | 1 | 0 | 10 | 1  | +9  | 16 |
| 36.   | C3 | Észak-Írország   | 6 | 3  | 2 | 1 | 11 | 3  | +8  | 11 |
|       |    |                  |   |    |   |   |    |    |     |    |
| 37.   | C1 | Szlovákia        | 6 | 4  | 1 | 1 | 10 | 5  | +5  | 13 |
| 38.   | C2 | Koszovó          | 6 | 4  | 0 | 2 | 10 | 7  | +3  | 12 |
| 39.   | C3 | Bulgária         | 6 | 2  | 3 | 1 | 3  | 6  | −3  | 9  |
| 40.   | C4 | Örményország     | 6 | 2  | 1 | 3 | 8  | 9  | −1  | 7  |
|       |    |                  |   |    |   |   |    |    |     |    |
| 41.   | C3 | Fehéroroszország | 6 | 1  | 4 | 1 | 3  | 4  | −1  | 7  |
| 42.   | C4 | Feröer           | 6 | 1  | 3 | 2 | 5  | 6  | −1  | 6  |
| 43.   | C2 | Ciprus           | 6 | 2  | 0 | 4 | 4  | 15 | −11 | 6  |
| 44.   | C1 | Észtország       | 6 | 1  | 1 | 4 | 3  | 9  | −6  | 4  |
|       |    |                  |   |    |   |   |    |    |     |    |
| 45.   | C4 | Lettország       | 6 | 1  | 1 | 4 | 4  | 11 | −7  | 4  |
| 46.   | C3 | Luxemburg        | 6 | 0  | 3 | 3 | 3  | 7  | −4  | 3  |
| 47.   | C1 | Azerbajdzsán     | 6 | 0  | 1 | 5 | 3  | 17 | −14 | 1  |
| 48.   | C2 | Litvánia         | 6 | 0  | 0 | 6 | 4  | 11 | −7  | 0  |

Végleges rangsorolás
| Hely. | Cs | Csapat                                                                 | M | Gy | D | V | G+ | G– | Gk | P |
| ----- | -- | ---------------------------------------------------------------------- | - | -- | - | - | -- | -- | -- | - |
| 33.   |    | A B/C liga osztályozójának vesztese vagy a B liga negyedik helyezettje | 0 | 0  | 0 | 0 | 0  | 0  | 0  | 0 |
| 34.   |    | A B/C liga osztályozójának vesztese vagy a B liga negyedik helyezettje | 0 | 0  | 0 | 0 | 0  | 0  | 0  | 0 |
| 35.   |    | A B/C liga osztályozójának vesztese vagy a B liga negyedik helyezettje | 0 | 0  | 0 | 0 | 0  | 0  | 0  | 0 |
| 36.   |    | A B/C liga osztályozójának vesztese vagy a B liga negyedik helyezettje | 0 | 0  | 0 | 0 | 0  | 0  | 0  | 0 |
| 37.   |    | A B/C liga osztályozójának vesztese vagy a B liga negyedik helyezettje | 0 | 0  | 0 | 0 | 0  | 0  | 0  | 0 |
| 38.   |    | A B/C liga osztályozójának vesztese vagy a B liga negyedik helyezettje | 0 | 0  | 0 | 0 | 0  | 0  | 0  | 0 |
| 39.   |    | A B/C liga osztályozójának vesztese vagy a B liga negyedik helyezettje | 0 | 0  | 0 | 0 | 0  | 0  | 0  | 0 |
| 40.   |    | A B/C liga osztályozójának vesztese vagy a B liga negyedik helyezettje | 0 | 0  | 0 | 0 | 0  | 0  | 0  | 0 |
|       |    |                                                                        |   |    |   |   |    |    |    |   |
| 41.   |    | A C liga elsőként rangsorolt harmadik helyezettje                      | 0 | 0  | 0 | 0 | 0  | 0  | 0  | 0 |
| 42.   |    | A C liga másodikként rangsorolt harmadik helyezettje                   | 0 | 0  | 0 | 0 | 0  | 0  | 0  | 0 |
| 43.   |    | A C liga harmadikként rangsorolt harmadik helyezettje                  | 0 | 0  | 0 | 0 | 0  | 0  | 0  | 0 |
| 44.   |    | A C liga negyedikként rangsorolt harmadik helyezettje                  | 0 | 0  | 0 | 0 | 0  | 0  | 0  | 0 |
|       |    |                                                                        |   |    |   |   |    |    |    |   |
| 45.   |    | A C/D liga osztályozójának győztese vagy a D liga csoportgyőztese      | 0 | 0  | 0 | 0 | 0  | 0  | 0  | 0 |
| 46.   |    | A C/D liga osztályozójának győztese vagy a D liga csoportgyőztese      | 0 | 0  | 0 | 0 | 0  | 0  | 0  | 0 |
| 47.   |    | A C/D liga osztályozójának győztese vagy a D liga csoportgyőztese      | 0 | 0  | 0 | 0 | 0  | 0  | 0  | 0 |
| 48.   |    | A C/D liga osztályozójának győztese vagy a D liga csoportgyőztese      | 0 | 0  | 0 | 0 | 0  | 0  | 0  | 0 |